# Pseuderanthemum graciliflorum
Pseuderanthemum graciliflorum es una especie de planta floral del género Pseuderanthemum, familia Acanthaceae.
Especie nativa de Laos, Birmania, Filipinas, Tailandia y Vietnam.